# 阿弥陀寺 (会津若松市)
阿弥陀寺（あみだじ）は、福島県会津若松市七日町にある浄土宗の寺院。山号は正覚山。

## 沿革
創建は慶長8年（1603年）に良然和尚が開山したことが始まりとされる。戊辰戦争で堂宇が焼失し、明治3年には若松城の小天守にあたる「御三階」を移築し、仮本堂とした。境内には、戊辰戦争で戦死した1300名の遺骸が埋葬された。また、新選組三番隊組長を務め、明治・大正を生きた斎藤一（藤田五郎）の墓もある。

## 御三階
「御三階」は江戸時代に建てられた古建築物で、外観3層、内部4階。若松城内にあった時は物見だけでなく、秘密会議等が行われたと伝えられている。移築の祭、本丸御殿の玄関唐破風も同時に移築され、現在のような形となった。